# Aphelandra gunnari
Aphelandra gunnari é uma espécie de planta da família Acanthaceae. É endémica do Equador. O seu habitat natural localiza-se em florestas montanas subtropicais ou tropicais húmidas. Ela encontra-se ameaçada por perda de habitat.